# Rafael Grossi
Rafael Mariano Grossi (ur. w 1961) – argentyński dyplomata, specjalizujący się w problematyce rozbrojenia i nierozprzestrzeniania broni nuklearnej. Od 2019 dyrektor generalny Międzynarodowej Agencji Energii Atomowej (MAEA).

## Życiorys
W 1983 ukończył studia na Pontifical Catholic University of Argentina. W 1985 rozpoczął pracę w argentyńskim ministerstwie spraw zagranicznych. W 1997 ukończył studia na uniwersytecie w Genewie oraz Graduate Institute of International Studies uzyskując stopień doktora w zakresie stosunków międzynarodowych, historii i polityki międzynarodowej. 
Podczas swojej pracy w argentyńskiej służbie zagranicznej był dyrektorem generalnym ds. koordynacji politycznej w Ministerstwie Spraw Zagranicznych (2007-2009), ambasadorem w Belgii oraz przy NATO (1998-2001) oraz przedstawicielem Argentyny przy Biurze Narodów Zjednoczonych w Genewie. W latach 2010–2013 pełnił funkcję zastępcy dyrektora generalnego Międzynarodowej Agencji Energii Atomowej, a następnie prezydent Cristina Fernández de Kirchner wyznaczyła go na stanowisko ambasadora Argentyny w Austrii i organizacjach międzynarodowych z siedzibą w Wiedniu, oraz równolegle na Słowacji i Słowenii.
Żonaty, posiada ośmioro dzieci.

## Wybrane publikacje
- Rafael Grossi: Penúltima alianza: el proceso de expansión de la OTAN y el nuevo mapa de la seguridad internacional. Buenos Aires: Grupo Editor Latinoamericano, 1999, s. 219. ISBN 978-950-694-565-7.
- Rafael Grossi: Kosovo, los límites del intervencionismo humanitario. Buenos Aires: Editorial Nuevohacer, 2000, s. 259. ISBN 978-950-694-632-6.